# Blues from Laurel Canyon
Blues from Laurel Canyon är ett musikalbum av John Mayall som lanserades i november 1968. Skivan var den första där inte Mayalls tidigare grupp The Bluesbreakers stod med på skivetiketterna. Det var också hans sista album för skivbolaget Decca innan han bytte till Polydor. Skivans namn kommer från Los Angeles-området Laurel Canyon i USA som Mayall besökt, och senare även skulle komma att vara bosatt i under 1970-talet.
Jämfört med några av Mayalls tidigare skivor är detta albums ljudbild mer avskalad, utan blåsinstrument. På skivan medverkar förutom Mayall, Mick Taylor (gitarr), Steve Thompson (bas) och Colin Allen (trummor). Peter Green gästar på spåret "First Time Alone". 
Texterna är självbiografiska och refererar till personer som Mayall mötte vid sitt första besök i Laurel Canyon, som Frank Zappa och Moon Unit Zappa (på låten "2401"), bandet Canned Heat (på "The Bear") och den berömda groupie Catherine James (på "Miss James").

## Låtlista
(Alla låtar komponerade av John Mayall)
Sida 1
1. "Vacation" (2:47)
2. "Walking on Sunset" (2:50)
3. "Laurel Canyon Home" (4:33)
4. "2401" (3:42)
5. "Ready to Ride" (3:32)
6. "Medicine Man" (2:43)
7. "Somebody's Acting Like a Child" (3:27)

Sida 2
1. "The Bear" (4:40)
2. "Miss James" (2:30)
3. "First Time Alone" (4:49)
4. "Long Gone Midnight" (3:27)
5. "Fly Tomorrow" (8:59)

## Medverkande
Musiker
- John Mayall – gitarr, munspel, keyboard, sång
- Mick Taylor – guitar, pedal steel guitar
- Colin Allen – trummor, tabla
- Steve Thompson – basgitarr
- Peter Green – gitarr (på "First Time Alone")[2]

Produktion
- Mike Vernon – producent
- John Mayall – producent, omslagsdesign
- Derek Varnals – ljudtekniker
- Adrian Martins – assisterande ljudtekniker
- Ron Mason – mastering
- Dominique Tarlé – foto
- Stephen C. LaVere – foto
- Rob Bosboom – foto

## Listplaceringar
- Billboard 200, USA: #68[4]
- UK Albums Chart, Storbritannien: #33[5]